# 국민후보연합
공화당(共和黨)은 북한이탈주민들을 중심으로 창당된 대한민국의 통일운동정당이다.
창당 당시에는 남북통일당(南北統一黨)이라는 이름으로 창당하였으나, 2024년에 현재의 이름으로 변경했다.

## 주요 선거 기록

### 국회의원 선거
|  | 0% |

|  | 0.03% |

|  | 0% |

|  | 0% |

|  | 0.05% |

|  | 0% |